# Сьюзен Певенси
Сьюзен Певенси (англ. Susan Pevensie) — персонаж серии «Хроники Нарнии», сестра Питера, Эдмунда и Люси, двоюродная сестра Юстэса Вреда. Родилась в 1928 году по Земному летоисчислению. У Сьюзен тёмные волосы, зеленовато-голубые глаза, она статная, стройная девушка. Она начитанная, умная, но немного зазнайка. В Нарнии её называют Сьюзен Великодушная.
Сьюзен принадлежит Волшебный Рог. Этот рог подарил ей Санта клаус вместе с луком и стрелами.
Фигурирует в трёх книгах «Хроник Нарнии»: как ребёнок и один из главных персонажей — в книгах «Лев, колдунья и Платяной шкаф» и «Принц Каспиан»; как взрослая — в книге «Конь и его мальчик». Также упоминается в книге Последняя битва.

## Появление в книгах и фильмах

### Лев, Колдунья и Платяной шкаф
Вначале, как и Питер с Эдмундом, не верит Люси. Когда Эдмунд говорит, что он и Люси играли в эту страну, возмущена его поступком и вместе с Питером посещает профессора. По фильму, когда ребята Певенси попадают в Нарнию все вместе, Сьюзен, узнав о аресте Тумнуса, пытается вернуть всех в Англию. После побега Эдмунда винит во всём Питера, но когда тот спасает её и Люси от Волка, прощает брата. Сьюзен помогла Люси находить статуи для Аслана, также она участвовала в концовке Битвы при Берунах. Через 15 лет после коронации 26-летняя Сьюзен вместе с братьями и сестрой возвращается в Англию, в дом профессора.

### Конь и его мальчик
Посещает страну Тархистан, принц которой предлагает ей выйти за него замуж, однако она отклоняет предложение, как и предложения многих других.

### Принц Каспиан
По зову Рога Сьюзен вместе со своими братьями и сестрой попадает в Нарнию, где помогает восстановить порядок.
Экранизация («Принц Каспиан»)
Девушка замечает, что юный тельмаринец неравнодушен к ней. Но, будучи древней Королевой и простой английской школьницей, она старается скрыть симпатию к Принцу, что довольно плохо получается. Сьюзен понимает, что не может остаться с ним, потому что ей придётся вернуться в свой мир. Подарив Каспиану первый и последний поцелуй в их жизни, она возвращается в Англию. В книге нет такого эпизода.
Именно в этой книге она окончательно перестаёт верить в Нарнию. Легко смиряется с тем, что они уже целый год живут в Англии. Не видит Аслана, когда он их зовёт, впрочем, как и все, кроме Люси. Но она пока скрывает своё неверие.

### Последняя битва
Сьюзен упоминается в книге «Последняя битва». Сьюзен мечтала о дорогих, по тем послевоенным временам, вещах, девушка отказалась верить и надеяться, что когда-нибудь попадёт в Нарнию. Также Сьюзен, пытаясь стать «взрослой», предаёт воспоминания о единственном в жизни детстве.

— Моя сестра Сьюзен, — ответил Питер коротко и сурово, — больше не друг Нарнии. 

— Да, — кивнул Юстэс, — когда вы пытаетесь поговорить с ней о Нарнии, она отвечает: «Что за чудесная у вас память. Удивительно, что вы ещё думаете об этих смешных играх, в которые играли детьми». 

— О, Сьюзен! — вздохнула Джил. — Она теперь не интересуется ничем, кроме нейлоновых чулок, губной помады и приглашений в гости. Она всегда выглядит так, будто ей хочется поскорее стать взрослой. 

— Взрослой, — хмыкнула леди Полли, — я бы хотела, чтобы она действительно стала взрослой. Пока она была школьницей, она ждала своего теперешнего возраста, и проведёт всю жизнь, пытаясь в нём остаться. Основная её идея — как можно быстрее мчаться к самому глупому возрасту в жизни, а потом оставаться в нём как можно дольше.

Во время железнодорожной катастрофы Сьюзен выживает, но теряет братьев, сестру и родителей. Её дальнейшая судьба неизвестна: на момент смерти Льюиса, Сьюзен было бы 35 лет. Вероятнее всего, ей предстоит прожить обычную жизнь женщины из среднего класса британского общества и в конце концов умереть в конце XX – начале XXI века. В письме мальчику Мартину Льюис пишет: 

В книге не говорится, что будет со Сьюзен. Она осталась живой в нашем мире, успев превратиться в довольно глупую, самовлюбленную девушку. Однако у неё достаточно времени, чтобы исправиться, и, может быть, она в конце концов попадёт-таки в страну Аслана — своим путём. Думаю, даже после всего, что она видела и слышала в Нарнии, она вполне могла с возрастом уверить себя, что всё это «чепуха».Оригинальный текст (англ.)The books don't tell us what happened to Susan. She is left alive in this world at the end, having by then turned into a rather silly, conceited young woman. But there's plenty of time for her to mend and perhaps she will get to Aslan's country in the end... in her own way. I think whatever she had seen in Narnia she could (if she was the sort that wanted to) persuade herself, as she grew up, that it was 'all nonsense.

#### Критика
Джоан Роулинг, автор цикла о Гарри Поттере, сказала:

Наступает момент, когда Сьюзен, которая стала взрослой девочкой, уже потеряна для Нарнии, потому что она заинтересовалась помадой. Она стала неверующей, потому что открыла для себя вопросы пола, и мне это совершенно не нравится.Оригинальный текст (англ.)There comes a point where Susan, who was the older girl, is lost to Narnia because she becomes interested in lipstick. She's become irreligious basically because she found sex. I have a big problem with that.
Филип Пулман предлагает другую интерпретацию:

Сьюзен, как Золушка, подвергается переходу от одной фазы жизни к другой. Льюис же не одобряет этого. То ли он не любил женщин вообще, то ли просто его отталкивала сексуальность, по крайней мере, в тот период, когда он писал книги о Нарнии. Он был испуган и потрясён идеей желания расти. […] Смерть лучше, чем жизнь; мальчики лучше, чем девочки; люди светлого цвета лучше, чем люди темного цвета, и так далее. Такой противной бессмыслицы в «Нарнии» хватает с лишком, если внимательно приглядеться.Оригинальный текст (англ.)Susan, like Cinderella, is undergoing a transition from one phase of her life to another. Lewis didn't approve of that. He didn't like women in general, or sexuality at all, at least at the stage in his life when he wrote the Narnia books. He was frightened and appalled at the notion of wanting to grow up. […] Death is better than life; boys are better than girls; light-coloured people are better than dark-coloured people; and so on. There is no shortage of such nauseating drivel in Narnia, if you can face it.

## Отражение в кинематографе
- Сулейка Робсон — сериал Лев, колдунья и платяной шкаф / The Lion, the Witch and the Wardrobe (1967; Великобритания) режиссёр Хелен Стандедж.
- Софи Кук[англ.] (экранизация BBC)
- Анна Попплуэлл (экранизация Walden Media)